# Пак Кёнвон (пилот)
Пак Кёнвон (кор. 박경원; 24 июня 1901 — 7 августа 1933) — первая женщина-пилот в колониальной Корее.
Пак не была первой корейской женщиной-пилотом: Квон Киок летала до неё, её обучали в ВВС Тайваня.

## Биография
Родилась в Тэгу в семье богатого фермера. В 1912—1916 годах Пак училась в Женской школе Мёнсин, которую держали миссионеры-пресвитериане из США; 13 сентября 1917 года она уехала из Кореи, которая тогда была японской колонией, в метрополию, где обучалась мотанию шёлка и пеньки в Императорской промышленной школе Касахара в Йокогаме. В 1920 году Пак вернулась в Тэгу и поступила в медицинское училище Чахе-ыйвон, чтобы обучиться на акушерку и собрать деньги для поступления в авиационное училище

## Карьера пилота
В 1924 году Пак поступила в школу вождения Камата в Токио (Камата — это нынешний район Ота), и в дальнейшем подрабатывала извозом, зарабатывая на оплату обучения. В апреле 1925 года Пак вместе с пятью другими женщинами и 27 мужчинами поступила в Японскую лётную школу в Татикаве. После выпуска в 1927 году Пак сдала экзамен на лицензию пилота третьего класса, а в следующем — на лицензию второго класса. Она участвовала во множестве соревнований лётчиков и выиграла все женские состязания в них. В отличие от многих других соотечественников Пак не меняла имя на японское и гордилась своим происхождением.

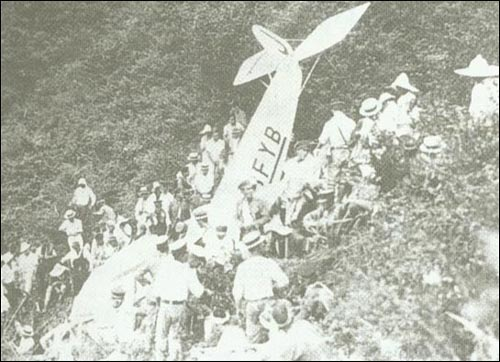
Разбившийся самолёт Пак Кёнвон

4 мая 1933 года Пак выбрали для совершения полёта из Токио через Японское море в Корею и, затем, Маньчжоу-го. Она отправилась в Сеул 19 мая, где встретилась с несколькими чиновниками. В 10:35 утра 7 августа 1933 года Пак начала полёт на своём биплане Salmson 2, который назвала «Синяя ласточка», со взлётной полосы Токийского аэропорта; через 42 минуты она попала в туман, врезалась в гору Куротаке близ посёлка Хаконе в префектуре Канагава и погибла

## Память
Карьере Пак посвящён фильм 2005 года «Синяя ласточка», в котором её роль сыграла Чан Джинён.
В Японии в городе Атами в районе Байэн-мати стоит памятник Пак Кёнвон.